# Scaphoideus rathini
Scaphoideus rathini är en insektsart som beskrevs av Soumyendra Nath Ghosh 1974. Scaphoideus rathini ingår i släktet Scaphoideus och familjen dvärgstritar. Inga underarter finns listade i Catalogue of Life.